# Hitra
Hitra là một đô thị hạt Trøndelag, Na Uy. Đây là hòn đảo lớn nhất ở Na Uy về phía nam của vòng Bắc cực và là một phần của khu vực Fosen. Trung tâm hành chính của đô thị này là làng Fillan.

Hitra có phong cảnh với cối xay gió gần Straum. Hitra được thành lập như là một đô thị vào ngày 01 tháng 1 năm 1838 (xem formannskapsdistrikt). Frøya đã được tách ra từ Hitra là một đô thị của riêng mình vào năm 1877. Ba giáo xứ của các hòn đảo chính của Hitra cũng sau đó tách ra như là thành phố của riêng mình: Fillan năm 1877, Kvenvær năm 1912, và Sandstad (từ Fillan) vào năm 1914. Chúng được sáp nhập với Hitra một lần nữa vào ngày 01 tháng 1 năm 1964.